# Я — берлинец

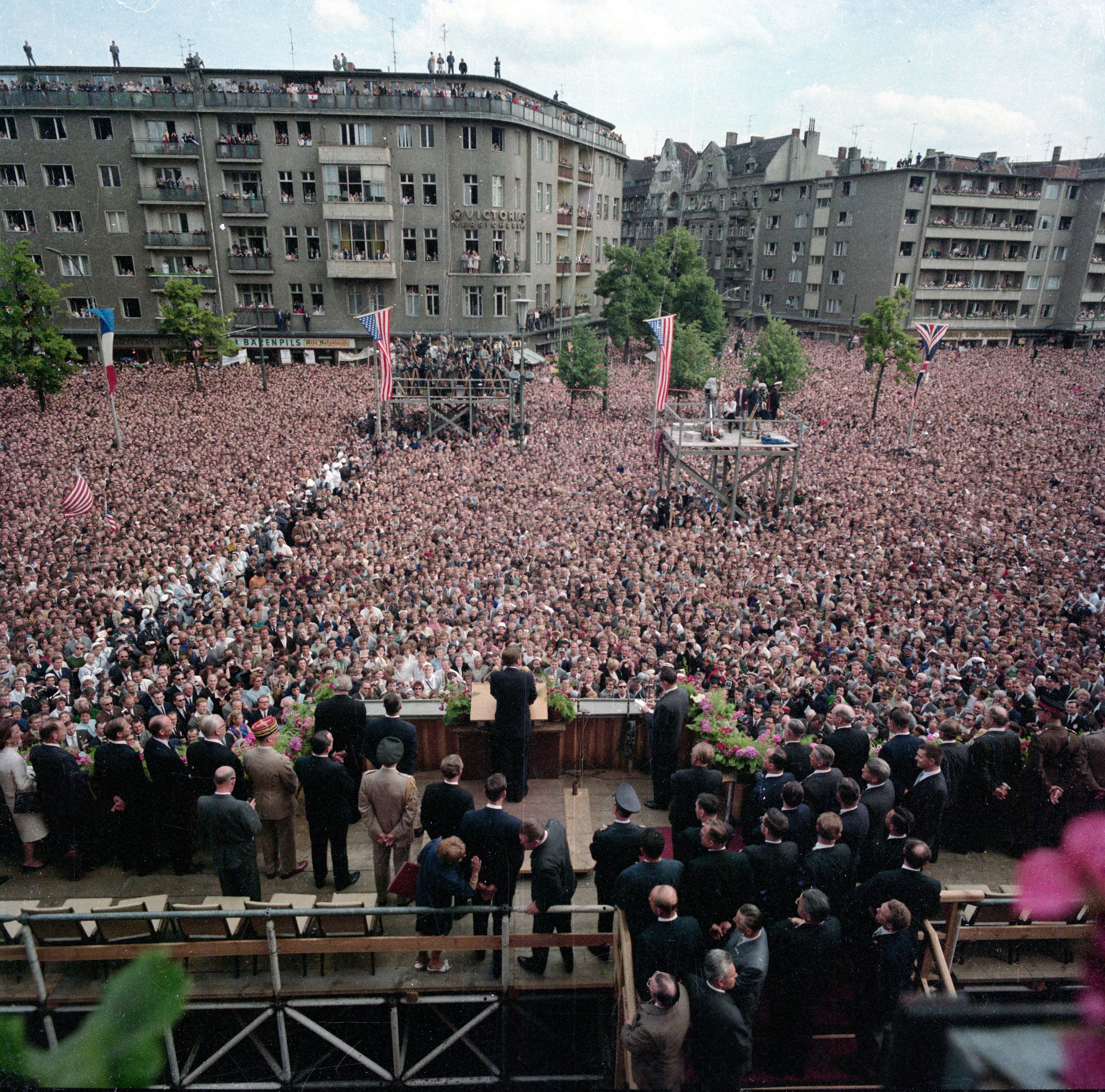
Выступление Кеннеди перед Шёнебергской ратушей

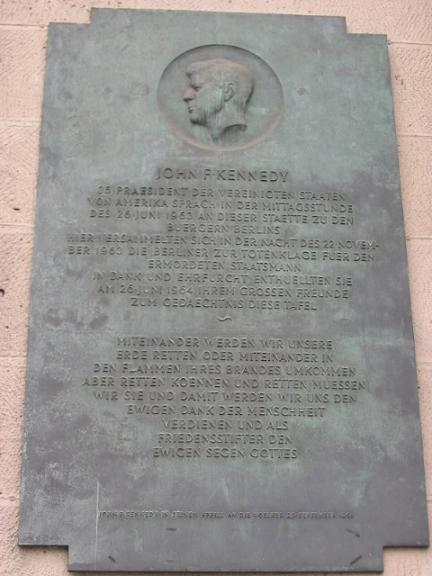
Речь Кеннеди на памятной плите на стене ратуши

«Я — берлинец» (нем. Ich bin ein Berliner) — ставшая культовой фраза из исторической речи американского президента Джона Кеннеди 26 июня 1963 года перед Шёнебергской ратушей в тогдашнем Западном Берлине. Кеннеди выразил свою солидарность и поддержку западным берлинцам после возведения коммунистическим режимом ГДР Берлинской стены, призванной преградить путь массовой миграции граждан в Западный Берлин.
Кеннеди повторил фразу в своей речи дважды:
- Two thousand years ago the proudest boast was «civis Romanus sum.» Today, in the world of freedom, the proudest boast is «Ich bin ein Berliner.»

Две тысячи лет назад высшей гордостью было «civis Romanus sum». Сегодня, в мире свободы, высшей гордостью является «Ich bin ein Berliner».
- All free men, wherever they may live, are citizens of Berlin, and, therefore, as a free man, I take pride in the words «Ich bin ein Berliner».

Все свободные люди, где бы они ни жили — сейчас граждане Берлина, и поэтому, как свободный человек, я горжусь словами «Ich bin ein Berliner».
Фраза часто цитировалась как в период объединения Германии, так и в настоящее время — в связи с празднованием исторических дат и юбилеев.

## Легенды, слухи
В 1980-е годы в некоторых англоязычных странах появилась так называемая современная легенда, запущенная статьёй в «New York Times». Легенда базируется на искажении действительной фразы из речи Кеннеди, где он якобы допустил грамматическую ошибку, произнеся будто бы ненужный здесь неопределённый артикль ein. Тем самым его фраза «Я — берлинец» («Ich bin Berliner») якобы превратилась по смыслу в «Я — берлинский пончик» («Ich bin ein Berliner»), чем якобы вызвала смех у немцев. У Кеннеди был опытный переводчик, текст был заранее написан, каждое слово тщательно подобрано и очевидно озвученная президентом фраза была им не раз отрепетирована. В действительности в Берлине для «берлинеров» (пончиков с начинкой из варенья) используется название Pfannkuchen, а не Berliner, как в некоторых регионах Германии и англоязычных странах. Несмотря на то, что человек, рождённый в Берлине, действительно скорее скажет Ich bin Berliner, Кеннеди по определению не мог воспользоваться подобной конструкцией. С другой стороны, добавление артикля ein позволяет придать утверждению смысл «по духу, в душе». Таким образом, фраза Ich bin ein Berliner является вполне грамматически верной и выражает именно то, что Кеннеди хотел сказать: «(В душе) я — берлинец». Кеннеди в своей речи произнёс эту фразу дважды. Смех публики в середине его выступления был вызван последовавшей за ними благодарностью президента переводчику, «переведшему» эту фразу с немецкого на немецкий.
Эта же фраза, повторённая Кеннеди в конце его речи, была встречена бурной овацией многотысячной публики. В наше время запись выступления Кеннеди часто транслируется по телевидению. Несмотря на то что эта легенда не соответствует реальности, она пользуется успехом у некоторых юмористов в США и иногда цитируется.

## Память
В 1988 году островное государство Ниуэ выпустило 5-долларовую монету в память о берлинском выступлении Кеннеди. В 2008 году Либерия выпустила монету с номиналом в 5 либерийских долларов, на аверсе которой был помещён портрет Кеннеди, произносящего речь «Я — берлинец». Портрет основан на знаменитой фотографии, при нажатии на монету через динамик, встроенный в монету, воспроизводится часть речи.
В 2008 году кандидат на пост президента США Джон Маккейн произнёс схожую фразу «Сегодня мы все — грузины» (англ. Today, we are all Georgians).